# سان خوزه (آلمریا)
سان خوزه (به اسپانیایی: San José) یک منطقه مسکونی در اسپانیا است که در کمرکا مترپلیتنا ده آلمرا واقع شده‌است. سان خوزه ۱٬۰۱۲ نفر جمعیت دارد و ۲۳ متر بالاتر از سطح دریا واقع شده‌است.